# 発電床
発電床（はつでんゆか）とは、上を歩くことにより発電する仕組みを持つ床型の装置である。

## 概要
人が歩いたり、モノが移動したりする際に生じる圧力のエネルギーを利用して発電する床型の発電機である。具体的には、装置内に圧電素子が内蔵されており、歩行した際や車が通過した際などに生じる圧力のエネルギーを、効率良く電気エネルギーに変換するもので、ガス器具の点火装置と同じ原理で発電している。
LEDを内蔵して、停電時に避難経路を案内したりするものが実用化されている。また、節電で照明を落としていても、足元を確認しながら歩く事ができるという。
この発電は床型の装置を設置するだけでどこでも発電可能であるため、その応用先も多く、通常の自家用発電機としての使用に加え、災害時などの緊急補助電源としての活用も想定されている。さらに、これからのユビキタス社会における電力供給源の確保に対する解決策としても期待されるなど、活用範囲が多岐にわたることから、応用分野を特定することなく様々な研究が行われている。

## 開発状況
JR東日本が、慶應義塾大学環境情報学部の武藤佳恭教授の協力を得て、圧電素子を使用した発電床を開発し、2014年までに3度の実証実験を行った。
1度目は2006年10月16日から12月8日まで、東京駅丸の内北口にある自動改札機のうち6か所、約6m2に「基礎実験」として設置された。圧電素子は京セラ製の既存製品から発電量が多い物が選ばれた。なお、一部では実験データを比較するために使用された企業の製品が正式に採用されたものと誤解されているが、京セラ製以外の圧電素子は正式採用されていない。発電量は1日最大約10,000Ws（100Wの電球を100秒間点灯させることができる電力量）であり、3週目（延べ約80万人の通過）からは耐久性の低下による発電量の低下がみられた。
2度目の実証実験は、独立行政法人新エネルギー・産業技術総合開発機構、ジェイアール東日本コンサルタンツと共同で、前回の基礎実験と同様に武藤教授の協力を得て、前回と比べて10倍の発電を目指し、2008年1月19日から3月初旬頃まで、東京駅八重洲北口の自動改札機からNEWDAYSミニ改札12号店前までの約90m2（コンコースや階段を含む）で行われた。発電効率や耐久性などを調査するという。圧電素子は京セラが発電床用に特別に製造したものを使用している。装置の色が前回の黒色から白色へと変更された。
3度目の実証実験は2008年12月10日～2009年2月初旬に行われた。改札を1人通過するごとの発電量は第一回の実験では約0.1w/秒(実績)、第2回の実験では約1w/秒(実績)であったが、3回目は約10w/秒に引き上げ、試験終了時の発電量も開始時から9割程度までに持続させるのが目標とした。また、歩行性の改善を目指し、前回はゴムだった表面を石材のタイルに変更した。最終的に発電量は4.3W/秒に留まったが耐久力は向上し、開始後5週間経っても当初の95％の発電量を維持した。
将来的には、自動改札機や電光掲示板などの駅設備で使用する電力の一部を、この発電床でまかなうことを目指している。